# Famiano Strada
Famiano Strada (Roma, 1572 – Roma, 1649) è stato un gesuita, storico e letterato italiano.

## Biografia

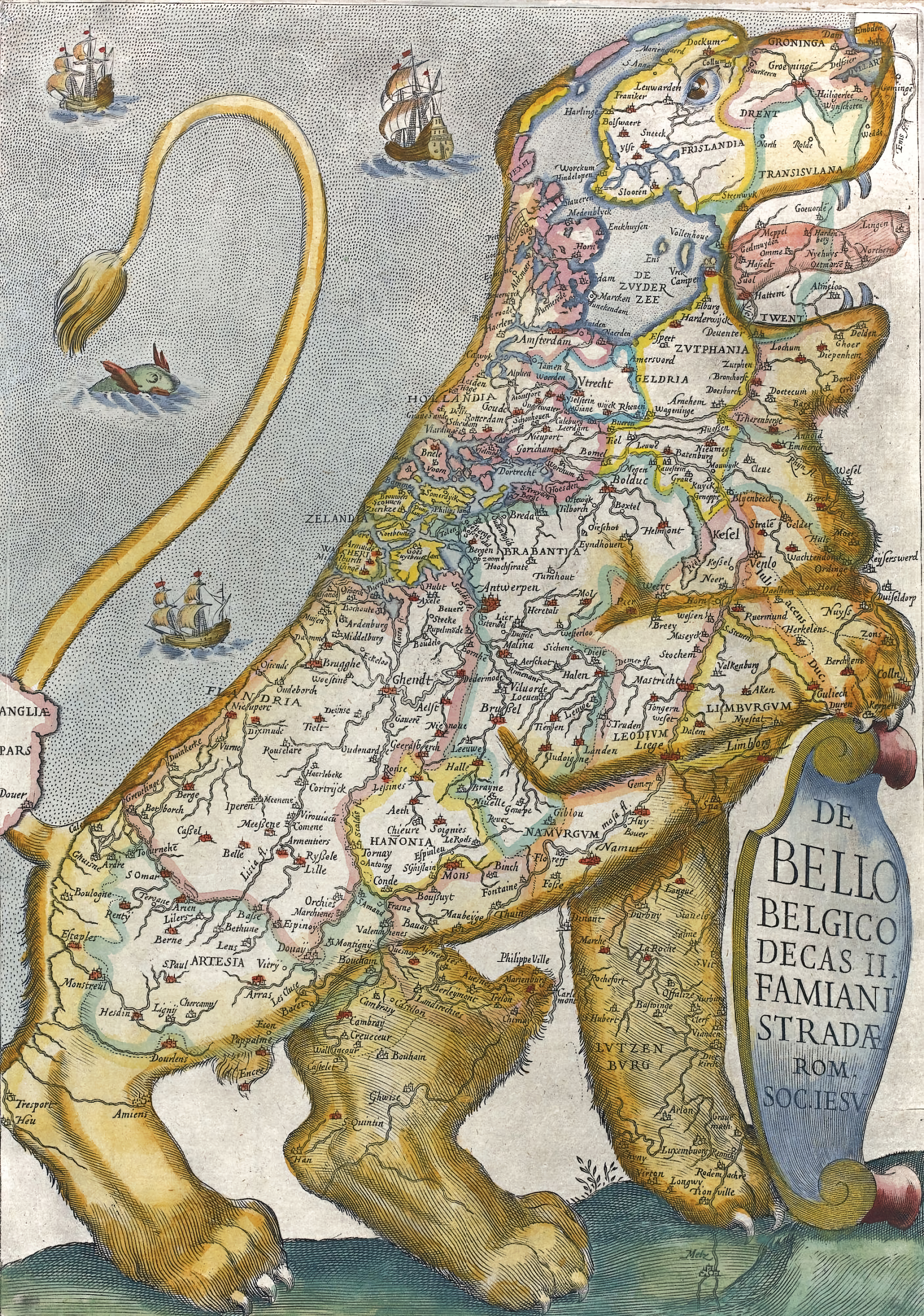
De Bello Belgico, decas prima.

Nato a Roma nel 1572, entrò nella Compagnia di Gesù nel 1591, e per quindici anni insegnò eloquenza nel Collegio Romano, divenendo il più autorevole officiante della retorica romana primosecentesca. Frutto dell'insegnamento e dell'inclinazione letteraria furono quegli scritti retorici che vennero pubblicati a Roma nel 1617 col titolo: Prolusiones et paradigmata eloquentiae, e ristampati - dopo un'attenta revisione - a Lione nel 1627 col titolo definitivo di Prolusiones academicae. L'opera si suddivide in tre libri: nel primo prevalgono le considerazioni d'ordine morale e politico; nel secondo si prospettano le varie maniere dello stile poetico; nel terzo, accanto a molti giudizi sui poeti antichi e moderni, affiora anche una diagnosi del secentismo, di cui lo Strada rileva con precisione alcuni caratteri. Lo Strada prese posizione nella polemica del tacitismo, approdando a una specie di antitacitismo moralistico, fondato su una precettistica desunta da Livio e sul tentativo di conciliare, in un'astratta teoria, le esigenze politiche e le esigenze morali.
Più che al desiderio di dar forma concreta a questo suo orientamento di pensiero, lo Strada nel comporre l'opera storica De bello belgico decades duae (Roma 1632 e 1647), ubbidì all'invito del duca Alessandro Farnese di Parma. La narrazione delle rivolte e delle guerre di Fiandra dal 1555 al 1590 è - in fondo - tendenziosa, ma abile, scritta con moderazione e senza violenze polemiche. Numerosi gli accenni aulici ai Farnese, compensati però, almeno in parte, dall'uso di materiale documentario proveniente da quegli archivi. Lo Strada si allontana dai comuni imitatori di Livio per uno stile latino più moderno e vivace. L'opera dello Strada conseguì una notevole diffusione e fu tradotta nelle principali lingue europee. Particolarmente pregiata è l'edizione di Colonia del 1681, illustrata con incisioni dell'olandese Romeyn de Hooghe, su disegni di J. de Ledesma. Strada ebbe molti detrattori e critici, in primis il cardinale Guido Bentivoglio, che nello stesso periodo redasse in lingua italiana la sua opera Della guerra di Fiandra. Benché amico di Strada, Bentivoglio gli rimproverava le frequenti digressioni, e ironizzava «che il maggior difetto del professore Strada era quello di uscire di strada». Molto più ostile è il pamphlet dell'umanista anti-gesuita Caspar Schoppe intitolato, con un gioco di parole, Infamia Famiani.
Appartengono pure allo Strada l'Eloquentia bipartita (Guidae 1654), Orationes tres de passione Domini (Roma 1641) e altri scritti minori di carattere oratorio.

## Opere
- (LA) Famiano Strada, Prolusiones academicæ, Romae, Apud Iacobum Mascardum, 1617. URL consultato il 29 maggio 2019.
- (LA) Famiano Strada, Famiani Stradæ Romani e Societate Iesu Prolusiones academicæ, seconda edizione riveduta dall'autore, Lugduni, sumpt. Iacobi Cardon & Petri Cauellat, 1627. URL consultato il 29 maggio 2019.
- (LA) Famiano Strada, Famiani Stradæ Romani e Societate Iesu De bello Belgico decas prima, Romae, 1632. URL consultato il 29 maggio 2019.
- (LA) Famiano Strada, Famiani Stradæ Romani e Societate Iesu De bello Belgico decas secunda, Romae, 1647. URL consultato il 29 maggio 2019.
- (LA)  Orationes tres de passione Domini, Romae, 1641.
- (LA) Famiano Strada, R.P. Famiani Stradæ Romani e Societate Jesu Eloquentia bipartita, Goudae, Typis Guilielmi vander Hoeve, 1654. URL consultato il 29 maggio 2019.